# 교향곡 3번 (차이콥스키)
표트르 일리치 차이콥스키 교향곡 3번 D장조 Op. 29, 1875년에 쓰여졌다. 
이 교향곡은 1875년 11월 19일 모스크바 에서 니콜라이 루빈스타인의 지휘 하에 러시아 음악 학회 시즌의 첫 번째 콘서트에서 초연되었다..러시아 밖에서의 첫 공연은 1879년 2월 8일 뉴욕 필하모닉 소사이어티의 콘서트에서였다.
영국에서의 첫 번째 공연은 1899년 수정궁에서 지휘한 아우구스트 만스(August Manns)가 지휘했다.

로베르트 슈만의 교향곡 3번과 같이 3번 교향곡은 모음곡과 같은 형식적 배치에서 관례적인 4악장 대신 5악장으로 구성되어 있으며 중앙의 느린 악장은 양쪽에 스케르초(scherzo)가 있다.